# Bytonia
Bytonia – wieś kociewska w Polsce położona w województwie pomorskim, w powiecie starogardzkim, w gminie Zblewo przy drodze krajowej nr . Poszczególne części wsi posiadają nazwy własne (Chojniak, Kiwut, Przeszluga i Wygryz). Bytonia wraz z sąsiednimi Pinczynem i Zblewem tworzy zwarty obszar osadniczy o charakterze miejskim. Znajduje się tu również placówka Ochotniczej Straży Pożarnej. 
W latach 1975–1998 miejscowość administracyjnie należała do województwa gdańskiego.
Za ul. Dworcową rozpoczyna swój bieg Kanał Bytoński. Płynie on przez bagna niedaleko torów, przepływa pod ulicą Główną, następnie przez bytońskie łąki, gdzie łączy się z rzeką Piesienicą i razem z nią wpływa do małego jeziorka Niedzierzwa, a następnie do jeziora Niedackiego.
W miejscowości jest przystanek kolejowy Bytonia.